# Letalska nesreča v Smolensku (2010)
V soboto, 10. aprila 2010 je letalo Tupoljev Tu-154M, ki je prevažalo predsednika Poljske Lecha Kaczyńskega in 95 drugih predstavnikov poljske vlade, strmoglavilo blizu vojaško-civilnega letališča Smolensk v Smolenski oblasti na zahodu Rusije. Noben od 96 potnikov in članov posadke ni preživel nesreče. Potniki so bili namenjeni na prireditev ob 70. obletnici katinskega pokola. Med žrtvami so med drugimi bili predsednikova žena Maria Kaczyńska, bivši predsednik države Ryszard Kaczorowski, varuh človekovih pravic, šef vojske, deset generalov in več vojaških uradnikov, guverner centralne banke, trije škofi (katoliški, pravoslavni in luteranski), rektor Univerze v Lublinu ter podpredsednika in člani sveta obeh domov parlamenta.